# Prasa Współczesna i Dawna
Prasa Współczesna i Dawna – czasopismo prasoznawcze, kontynuacja „Biuletynu Prasoznawczego” (1957). Ukazywało się w latach 1958–1959 pod redakcją Jana Kalkowskiego. W okresie tym wydano 6 kwartalnych zeszytów (w tym jeden łączony). W 1960 roku pismo zastąpiono kwartalnikiem „Zeszyty Prasoznawcze”.